# 埃米爾·木拉克
埃米爾·木拉克（1901年10月27日—1987年4月9日）是美國食品科學家與微生物學家，專長為食品保存與酵母菌研究，曾任加州大學戴維斯分校第二任校長。

## 生平
木拉克於1901年出生於加州舊金山的一個克羅埃西亞裔家庭，成長於聖塔克拉拉谷，畢業於當地的坎貝爾中學，並先後於1926年、1928年以及1936年自加州大学伯克利分校取得學士、碩士與博士學位，專業為植物學與真菌學。獲博士學位後木拉克留校任教，成為加州大学伯克利分校食品科學系的講師，並於1948年升任教授與系主任。他任內主導食品科學系自伯克利分校遷至加州大學戴維斯分校。
木拉克於1959年至1969年擔任加州大學戴維斯分校校長。他最初是由哈里·威爾曼教授向時任加州大學校長克拉克·克尔推薦擔任此職，但學校董事會對木拉克不滿意，在克爾再三介紹後才勉強同意此任命案。當時戴維斯分校以加州大學農學院為主，在木拉克領導下漸轉型成多領域的大學。此外木拉克也致力於推動建立單車友善的校園環境。
美國真菌學家赫爾曼·法夫曾為埃米爾·木拉克的學生，並受其影響甚深。

## 紀念

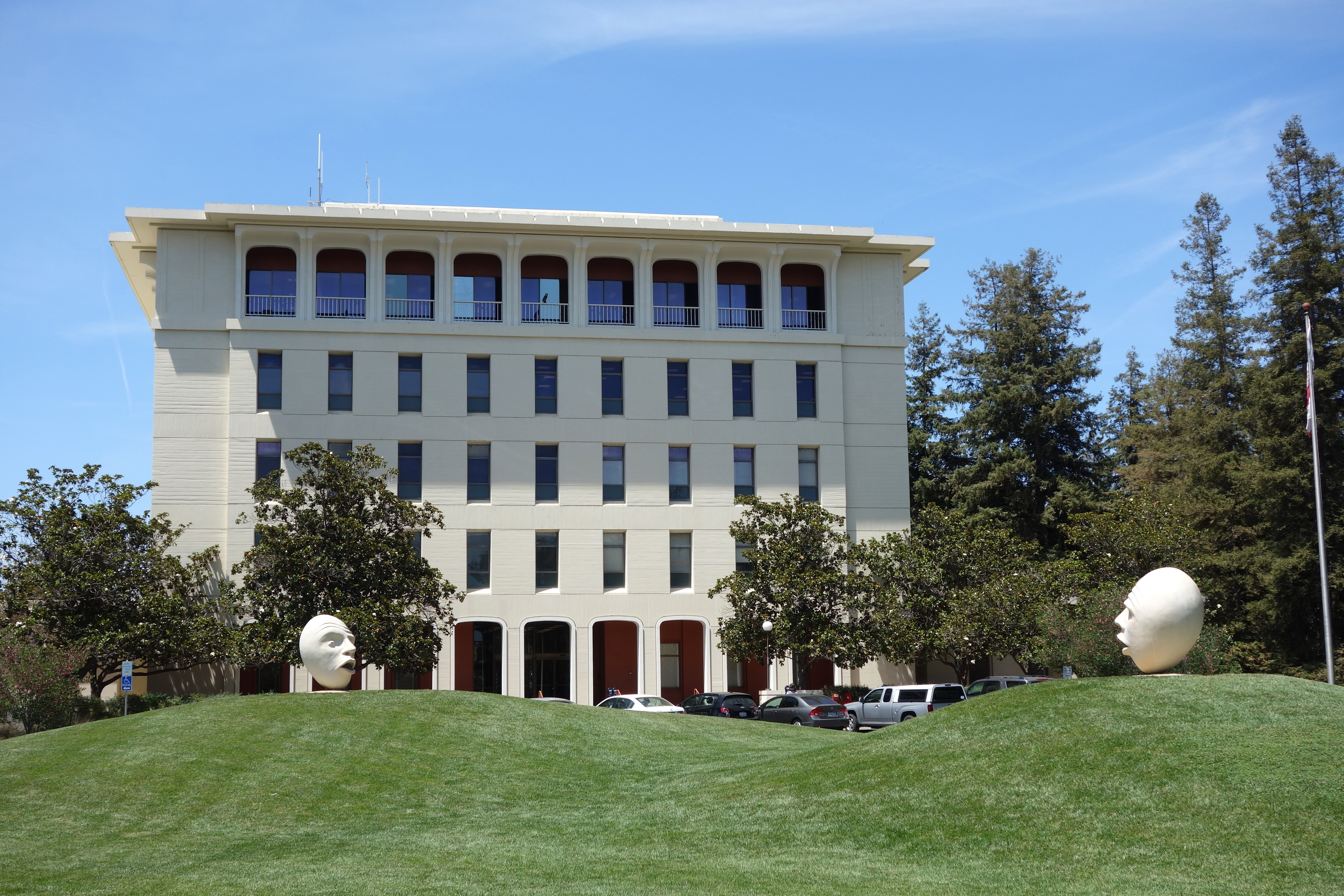
加州大學戴維斯分校的木拉克大樓（Mrak Hall）

加州大學戴維斯分校設立了以木拉克為名的獎項「埃米爾·木拉克國際獎」（Emil M. Mrak International Award），頒發給在美國國外貢獻卓著的該校校友；該校校內的大樓木拉克大樓（Mrak Hall）也得名自埃米爾·木拉克。
擔子菌門的酵母菌屬木拉克酵母屬（Mrakia）之學名，以及木氏接合酵母（Zygosaccharomyces mrakii）之種小名皆為向埃米爾·木拉克致敬。